# Tingnes
Tingnes är en tätort i Ringsakers kommun i Innlandet fylke i östra Norge. Orten ligger längst ut på halvön Nes och utgjorde tidigare centralort i dåvarande Nes kommun i Hedmark fylke.